# New Plymouth, Idaho
New Plymouth är en ort i Payette County i delstaten Idaho, USA.